# Banco Central de Armenia
El Banco Central de Armenia (en armenio: Հայաստանի Հանրապետության Կենտրոնական Բանկ; CBA por sus siglas en inglés) es una empresa, cuya sede se encuentra en la ciudad de Ereván, el único fundador de la cual es la República de Armenia. El Banco opera de acuerdo con la Constitución y la legislación de la República de Armenia.

## Características
El objetivo fundamental del Banco Central es garantizar la estabilidad de precios en la república. Con el fin de lograr su objetivo fundamental, el Banco elabora, aprueba e implementa la política monetaria que regula la circulación monetaria y la acreditación de la economía de Armenia.
El presidente actual del Banco Central de Armenia es Arthur Javadyan.
El banco se dedica a las políticas para promover la inclusión financiera y es miembro de la Alianza para la Inclusión Financiera.
El 3 de julio de 2012, el Banco Central de Armenia anunció que iba a promover compromisos específicos para la inclusión financiera en virtud de la Declaración Maya.
El 28 de septiembre de 2012 en el Foro Mundial de Políticas de 2012, el banco realizó un compromiso adicional en virtud de la Declaración Maya para estimular el despliegue de productos del sector privado que respondan a las necesidades de los pobres, con énfasis en los canales innovadores como la telefonía móvil o la electrónica. Además, puso en práctica también un sistema de quejas de rápida manipulación y gratuita a través de la oficina del mediador financiero mejorando el marco regulatorio para que los consumidores tengan la información, la protección y la posibilidad de acceder a todos los servicios.

## Cooperación con organizaciones financieras internacionales
El Banco Central de Armenia mantiene una cooperación mutua con:
- Fondo Monetario Internacional.
- Banco Mundial.
- Banco Europeo para la Reconstrucción y el Desarrollo.
- Banco Asiático de Desarrollo.

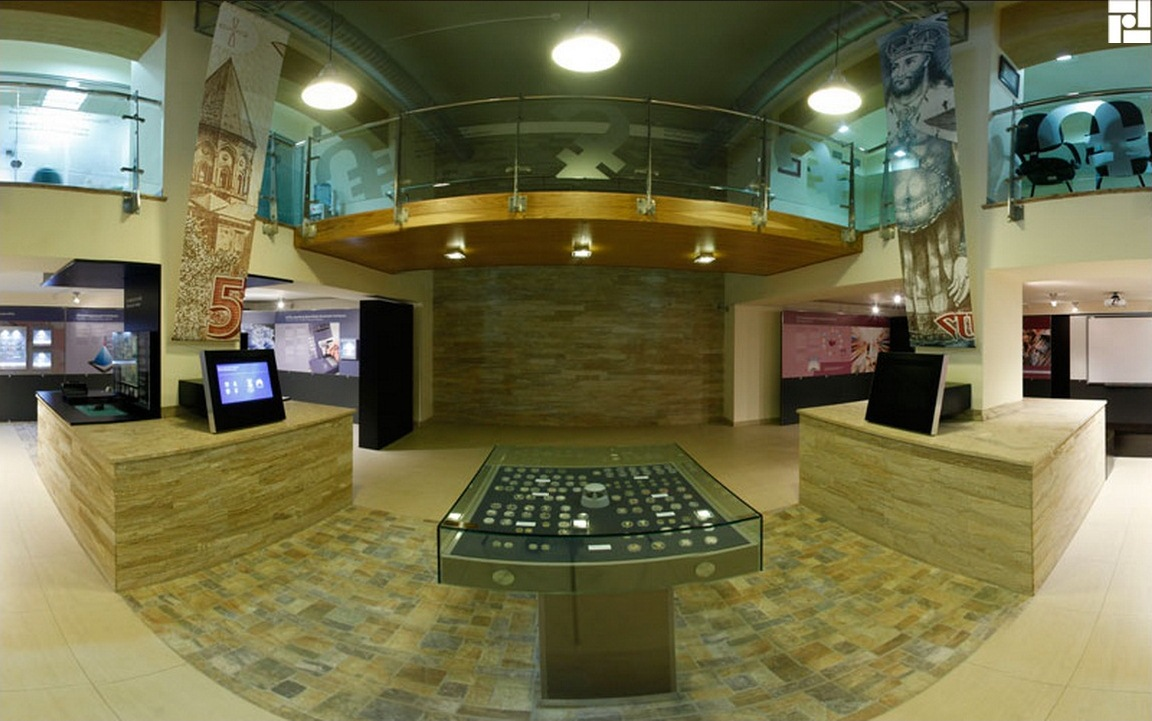
Centro de visitas del Banco Central de Armenia.

La cooperación internacional ha permitido que el Banco Central de Armenia iniciase la concesión de los créditos recibidos en el sistema de transformación, el mantenimiento de la balanza de pagos, la financiación de la empresa privada, los préstamos institucionales y de rehabilitación y otros programas similares.